# حبان بن منقذ
حبان بن منقذ صحابي من بني مازن بن النجار من الخزرج، شهد مع النبي محمد غزوة أحد، وما بعدها من المشاهد، هو الذي قال له النبي محمد: «إذا بعت فقُل لا خلابة»، وكان في لسانه ثقل، فإذا اشترى يقول: «لا خيابة»، لأنه كان يخدع في البيع، لضعف في عقله. توفي حبان في خلافة عثمان بن عفان.